# Настоящая кровь (сезон 4)
«Настоящая кровь» (англ. True Blood) — американский драматический телевизионный сериал с элементами чёрного юмора и комедийными нотами, основанный на серии романов «Вампирские тайны» (англ. The Southern Vampire Mysteries) американской писательницы Шарлин Харрис. Сериал был создан Аланом Боллом, автором «Клиент всегда мёртв», в сотрудничестве с каналом «HBO» и его компанией «Your Face Goes Here Entertainment».

## Производство
Съёмки сезона начались 1 декабря 2010 года в Лос-Анджелесе. Алан Болл подтвердил, что 4 сезон будет снят по мотивам четвёртого романа цикла под названием «Мёртвым сном», а ведьмы сыграют важную роль в сюжете.

## В ролях
- Анна Пэкуин — Суки Стакхаус
- Александр Скарсгард — Эрик Нортман
- Стивен Мойер — Билл Комптон
- Сэм Траммелл — Сэм Мерлотт
- Райан Квонтен — Джейсон Стакхаус
- Нелсан Эллис — Лафайет Рейнольдс
- Рутина Уэсли — Тара Торнтон
- Кэрри Престон — Арлин Фаулер
- Кристин Бауэр — Пэм Ровенкрофт

## Описание эпизодов
| № общий | № в сезоне | Название                                                              | Режиссёр            | Автор сценария | Дата премьеры    | Зрители в США (млн) |
| --- | ---------- | --------------------------------------------------------------------- | ------------------- | -------------- | ---------------- | ------------------- |
| 37 | 1          | «She's Not There» «Её здесь нет»                                      | Майкл Леманн        | Александр Ву   | 26 июня 2011     | 5.42                |
| Проведя в мире фей насыщенное время, Суки возвращается в свой мир. Оказывается, что с момента её перемещения прошёл год с небольшим, и практически все считали её умершей. Джейсон благополучно продал её дом. Как потом выясняется, его приобрёл Эрик Нортман, который единственный верил в возвращение Суки. Хесус отводит Лафайета к ведьмам, где происходят странные вещи. Тара кардинально изменила свою жизнь, начиная с работы и заканчивая личными отношениями. Сэм обзавёлся новыми друзьями по интересам. Отношения Хойта и Джессики перерастают в стадию напряжения и недовольства. Джейсон всеми силами помогает родственникам Кристал. Выясняется, что Билл — новый король вампиров Луизианы. |            |                                                                       |                     |                |                  |                     |
| 38 | 2          | «You Smell Like Dinner» «Ты пахнешь словно ужин»                      | Скотт Винант        | Брайан Бакнер  | 3 июля 2011      | 2.90                |
| Джейсон узнаёт, кто его удерживает. Эрик предлагает Суки своё покровительство. Суки приходит к Биллу просить помощи по поводу дома. Билл вспоминает своё знакомство с Нэн Флэнаган. Арлин пребывает в крайне нервозном состоянии из-за ребёнка. Развиваются отношения между Сэмом и его новой подругой Луной. Тара навещает Суки. Помимо ремонта дома и небольшого подарка Суки обнаруживает, что Эрик приспособил её дом и для своего дневного пребывания. Хойт и Джесс в очередной раз ссорятся, и она одна едет развлекаться в Фангтазию. Билл отправляет Эрика разобраться с ведьмами. Тара, Лафайет и Хесус едут на шабаш. Билл вспоминает свою схватку с королевой Софи-Энн. Луна делится тайнами своего прошлого. Томми пытается привлечь внимание брата. Эрик приходит к ведьмам и на него накладывают заклятье. Кристалл и Фэлтон начинают превращение Джейсона. Суки едет домой и обнаруживает на дороге потерянного Эрика.                                                                                                   |            |                                                                       |                     |                |                  |                     |
| 39 | 3          | «If You Love Me, Why Am I Dyin'?» ««Почему твоя любовь убивает меня?» | Дэвид Петрарка      | Алан Болл      | 10 июля 2011     | 5.04                |
| Найдя Эрика на дороге, Суки везёт его к себе домой и сообщает об этом Пэм. Та в свою очередь просит спрятать Эрика от ведьм. Суки соглашается, но с условием вознаграждения. Хойт и Джессика ссорятся из-за её признания о том, что она делала прошлой ночью. Суки отводит Эрика в склеп, где он расспрашивает её: принадлежит ли она ему или другому вампиру, хочет ли она быть его? От Тары Суки узнаёт подробности произошедших на шабаше событий. Томми пытается провернуть аферу с землёй Максины Фортенберри. Сэм впервые встречает Тару после её возвращения и отводит на разговор с текилой. Отправившись за помощью к Элсиду, Суки встречает Дебби Пелт. Билл переходит на новый уровень отношений с Порцией Бельфлёр. Несмотря на запрет Хесуса и Тары, Лафайет сбегает в Фангтазию, чтобы уладить возникшие проблемы. Джейсон по-прежнему находится в бедственном положении. К Суки является Клодин и просит вернуться обратно в Фейляндию. Суки отказывается и хочет уйти, но на Клодин нападает Эрик и выпивает её досуха. |            |                                                                       |                     |                |                  |                     |
| 40 | 4          | «I'm Alive and On Fire» «Я жив и весь горю»                           | Майкл Леманн        | Нэнси Оливер   | 17 июля 2011     | 5.10                |
| Суки хочет вернуть Эрика в дом до рассвета, но вампир убегает. Уже день. Суки вместе с оборотнем находят Эрика, который купается в озере. Она уводит его в дом. Там Эрик рассказывает Суки, что он хочет вновь уметь бродить под солнцем. Во время их разговора в дом к Суки приходит Билл с целью найти Эрика. Суки говорит, что его нет, и что она думала, что это Билл сделал так, что бы Эрик исчез. Билл уходит. |            |                                                                       |                     |                |                  |                     |
| 41 | 5          | «Me and the Devil» «Я и Сатана»                                       | Дэниель Минахан     | Марк Худис     | 24 июля 2011     | 5.26                |
| К Суки приходит Тара, но увидев Эрика, который выходит со своей спальни убегает. Перед тем, как убежать, она рассказывает Суки в присутствии Эрика, что натворил прежний Эрик. После её ухода Эрик думает, что он зло и хочет уйти. Однако Суки останавливает его и говорит, что он не такой уж и плохой, и что она верит, что он может измениться. Суки останавливает его и они начинают целоваться. В это время к Биллу приходит Пэм, на которую колдунья наложила заклинание распада. Пэм хочет, что бы Билл поручил ей разобраться с ведьмой, но Биллу запретили это делать. Он захватывает ведьму и допрашивает её лично. Она не знает ничего про Эрика, как и про Пэм. После этого он собирает оставшихся шерифов и рассказывает им все. В этот момент Пэм выходит из себя и проговаривается, что у Эрика стёрта память, и он в данный момент у Суки. Билл бежит к Суки, а Пэм просит прощения у Эрика. |            |                                                                       |                     |                |                  |                     |
| 42 | 6          | «I Wish I Was the Moon» «О, если бы я был луной»                      | Джереми Подесва     | Раэлль Такер   | 31 июля 2011     | 5.19                |
| Суки ищет Джейсона под полной луной. Марни соединяется с духами прошлого. Арлин и Терри справляются с подозрительной чертовщиной. Дебби призывает Алсида присоединиться к новой стае. Томми меняется местами с Сэмом. Лафайет чувствует дух в Мексике. Эрик сдаётся воле короля. |            |                                                                       |                     |                |                  |                     |
| 43 | 7          | «Cold Grey Light of Dawn» «Холодный серый свет поражения»             | Майкл Раскио        | Александр Ву   | 7 августа 2011   | 5.14                |
| Из-за Марни, получившей силу от духов-мертвецов, Билл издаёт неприятный для всех указ, чтобы спасти вампиров от солнечного света. Эрик справляется со своей амнезией. Луна понимает, что Сэм не тот, за кого себя выдаёт. Лафайет расширяет своё сознание. Пэм подвергается пилингу тела. Свидание Энди и Холли идёт не по плану. У Джессики есть сомнения относительно её будущего с Хойтом. Элсид и Дебби присоединяются к новой стае. |            |                                                                       |                     |                |                  |                     |
| 44 | 8          | «Spellbound» «Очарованный»                                            | Дэниель Минхан      | Алан Болл      | 14 августа 2011  | 5.30                |
| Ввиду предстоящей ночью схватки между Биллом и Марни, Эрик и Суки присягают своему королю. Джейсон разрывается между дружбой и страстью. Джессика отвергнута из двух домов. Лафайет становится пешкой измученного духа. Томми примеряет на себя чужую роль. Сэм соревнуется с бывшим ухажёром Луны и новым вожаком стаи Элсидом. А Эрик становится марионеткой Антонии-Марни. |            |                                                                       |                     |                |                  |                     |
| 45 | 9          | «Let's Get Out of Here» «Давай уйдём отсюда»                          | Ромео Тироне        | Брайан Бакнер  | 21 августа 2011  | 5.53                |
| Поправляясь после тяжёлого ранения, Суки понимает, что в найдёт место в своём мире обоим парням — Эрику и Биллу. Иисус пытается освободить Лафайета от злого духа. Дебби снова подсела на ВИ. Маркус вербует Элсида, чтобы помочь ему в схватке с Сэмом. Билл и Нэн Фланаган приходят к разногласию относительно существующей проблемы. Хойт просит, чтобы Джейсон передал кое-что Джессике. Несмотря на Тару и предчувствия Холли, Марни готовит её следующее нападение на вампиров во время «Фестиваля Терпимости» в Шривпорте. |            |                                                                       |                     |                |                  |                     |
| 46 | 10         | «Burning Down the House» «Сжигая дом»                                 | Лесли Линка Глаттер | Нэнси Оливер   | 28 августа 2011  | 5.31                |
| Марни устраивает побоище на мероприятии, утроенном вампирами, пытаясь убить их короля. Суки снимает заклятия с Эрика. Джейсон просит Джессику помочь ему забыть проведённую с ней ночь. Билл решает устранить Марни раз и навсегда, несмотря на запреты Нэн. Томми не переносит избиения и трансформации и умирает. Сэм хочет отомстить за брата. Маркус навещает Дебби, разыскивая Элсида. Хойт переживает разрыв с Джессикой. Антония недовольна действиями Марни, но затем они приходят к согласию. Терри находит Ви у Энди и решает вылечить своего родственника. Суки, Джейсон, Хесус и Лафайет идут на помощь Таре, пытаясь успеть до наступления Билла. Хесус пытается достучаться до Марни. |            |                                                                       |                     |                |                  |                     |
| 47 | 11         | «Soul of Fire» «Пылкая душа»                                          | Майкл Леманн        | Марк Худис     | 4 сентября 2011  | 4.39                |
| Марни силой удерживает дух Антонии. Эрик и Билл готовы пожертвовать собой ради жизни Суки. Хесус и Лафайет проводят обряд по отделению духа Антонии от плоти Марни. Энди встречает в лесу таинственную незнакомку и приносит ей свою клятву в верности. Связь Джейсона и Джессики усиливается. Способности Суки вновь проявляются. Выяснение отношений между Сэмом и Маркусом приводит к летальному исходу. Отношениям Дебби и Элсида приходит конец. Марни получает по заслугам. А Лафайет снова одержим духом, который хочет отомстить. |            |                                                                       |                     |                |                  |                     |
| 48 | 12         | «And When I Die» «И когда я умру»                                     | Скотт Винант        | Раэлль Такер   | 11 сентября 2011 | 5.05                |
| Завладев телом Лафайета, Марни убивает Хесуса и вбирает в себя его магию. Джейсон рассказывает Хойту о своих отношениях с Джессикой. Терри навещает его старый знакомый. Рене является к Арлин и советует бежать подальше от Терри. Элсид приходит к Суки и предлагает переосмыслить свою жизнь и начать все с чистого листа. Марни снова пытается убить Билла и Эрика, но её останавливают духи умерших и забирают с собой. Суки объявляет Эрику и Биллу о своём решении быть одной. Джессика предлагает Джейсону не торопиться с их связью. Элсид обнаруживает, что Расселу Эджингтону удалось выбраться из своего заточения. Энди налаживает отношения с Холли. Нэн навещает Билла и Эрика и предлагает им вступить с ней в союз, но получает отказ в виде настоящей смерти. Дебби, пытаясь покончить с Суки, выстреливает в Тару, и в итоге принимает свою смерть от рук телепатки. |            |                                                                       |                     |                |                  |                     |

## Музыка
1. Season of the Witch — Karen Elson and Donovan
2. Me and the Devil — Gil Scott-Heron
3. Te Ni Nee Ni Nu — Slim Harpo
4. She’s Not There — Neko Case and Nick Cave
5. Hitting the Ground — PJ Harvey and Gordon Gano
6. Spellbound — Siouxsie and the Banshees
7. 9 Crimes (Demo) — Damien Rice
8. Cold Grey Light of Dawn — Nick Lowe
9. Hell’s Bells — Cary Ann Hearst, Butch Walker and Jake Sinclair
10. Gonna Be A Darkness — Jakob Dylan and Gary Louris
11. What You Do To Me — Blakroc
12. Paradise Circus — Massive Attack
13. And When I Die — The Heavy
14. Bad Things — Jace Everett